# 65.ª edición de los Premios Grammy
La 65.ª edición de los Premios Grammy se llevó a cabo en el Crypto.com Arena de Los Ángeles el 5 de febrero de 2023.Reconoció las mejores grabaciones, composiciones y artistas del año de elegibilidad, que van desde el 1 de octubre de 2021 hasta el 30 de septiembre de 2022. Las nominaciones se anunciaron el 15 de noviembre de 2022.El comediante Trevor Noah, quien condujo las ceremonias de los años 2021 y 2022, regresó nuevamente como anfitrión por tercera vez.
Beyoncé fue la cantante que recibió la mayor cantidad de nominaciones con nueve, seguido de Kendrick Lamar con ocho y Adele junto a Brandi Carlile con siete cada una. Con un total de 88 nominaciones, Beyoncé empató con su esposo Jay-Z como los artistas más nominados en la historia de los Grammy.El disco Un verano sin ti de Bad Bunny se convirtió en el primer álbum en español en ser nominado en la categoría álbum del año.

## Antecedentes
Para la ceremonia de premiación de 2023, la academia anunció varios cambios para diferentes categorías y reglas de selección:

### Cambios de categoría
- Cinco categorías nuevas categorías fueron agregadas: Mejor interpretación de música alternativa, mejor interpretación estadounidense, mejor banda sonora para videojuegos y otros medios interactivos, mejor álbum de poesía hablada y compositor del año no-clásico.
- Se agregó un Premio al mérito especial: Mejor canción para el cambio social. El ganador será determinado por un comité de Listón Azul y está destinado a premiar canciones que "contengan contenido lírico que aborde un problema social actual y promueva la comprensión, la construcción de paz y la empatía".
- Para las categorías de mejor grabación de ópera y mejor compendio clásico, los compositores y libretistas pasaron a ser elegibles para el Premio.
- Mejor álbum de new age pasó a llamarse mejor álbum new age, ambient o chant.
- Para el Premio a mejor álbum de teatro musical, los compositores y letristas de más del 50% de la partitura de una nueva grabación se convirtieron en elegibles para el premio.
- El Premio mejor álbum hablado pasó a llamarse mejor libro de audio, narración y grabación de cuentos. La categoría de poesía hablada ya no es elegible para este premio y ahora se reconoce en la categoría de mejor álbum de poesía hablada.

### Elegibilidad del álbum
- Para poder ser considerados a selección, los álbumes deben contener más del 75% del tiempo de reproducción de música recién grabada; la regla de elegibilidad anterior era del 50%. Esta regla no se aplica a las categorías de mejor recopilación de banda sonora para película, televisión u otro medio visual, mejor álbum histórico, mejor álbum con sonido envolvente, mejor diseño de embalaje, mejor embalaje en caja o edición especial limitada y mejores notas de álbum.

### Comités especializados
- Para las tres categorías del campo de la música clásica (productor del año en música clásica, mejor producción de álbum de música clásica y mejor composición clásica contemporánea), las nominaciones serán determinadas por comités especializados.

## Actuaciones

### Ceremonia inicial
Los artistas que se presentan en la ceremonia fueron anunciados el 29 de enero de 2023.
| Artista(s)                                                                                    | Canción(es)                  |
| --------------------------------------------------------------------------------------------- | ---------------------------- |
| The Blind Boys of Alabama La Santa Cecilia Bob Mintzer Shoshana Bean Buddy Guy Maranda Curtis | «I Just Want to Celebrate»   |
| Samara Joy                                                                                    | «Can't Get Out of This Mood» |
| Arooj Aftab Anoushka Shankar                                                                  | «Udhero Na»                  |
| Carlos Vives                                                                                  | «La gota fría» «Pa' Mayté»   |
| Madison Cunningham                                                                            | «Life According to Raechel»  |

### Ceremonia principal
La primera ronda de artistas que actuarán en la ceremonia se anunció el 25 de enero de 2023, con Harry Styles quien fue confirmado unos días después. Los artistas que rendirán homenaje a Loretta Lynn, Takeoff y Christine McVie se anunciaron el 1 de febrero de 2023. La presentación en honor al 50 aniversario del hip-hop se anunció el 3 de febrero.
| Artista(s) | Canción(es) |
| --- | --- |
| Bad Bunny | «El apagón» «Después de la playa» |
| Brandi Carlile | «Broken Horses» |
| Stevie Wonder Smokey Robinson Chris Stapleton | Tributo a Berry Gordy y Smokey Robinson «The Way You Do the Things You Do» «The Tears of a Clown» «Higher Ground»                                     |
| Lizzo | «About Damn Time» «Special» |
| Harry Styles | «As It Was» |
| Kacey Musgraves Quavo Maverick City Music Sheryl Crow Mick Fleetwood Bonnie Raitt | In Memoriam «Coal Miner's Daughter» (tributo a Loretta Lynn) «Without You» «See You Again» (tributo a Takeoff) «Songbird» (tributo a Christine McVie) |
| Sam Smith y Kim Petras | «Unholy» |
| Mary J. Blige | «Good Morning Gorgeous» |
| LL Cool J Questlove The Roots Big Boi Busta Rhymes con Spliff Star De La Soul DJ Drama DJ Jazzy Jeff Missy Elliott Future GloRilla Grandmaster Flash Grandmaster Mele Mel y Scorpio/Ethiopian King Ice-T Lil Baby Lil Wayne The Lox Method Man Nelly Public Enemy Queen Latifah Rahiem Rakim Run-DMC Salt-N-Pepa y DJ Spinderella Scarface Swizz Beatz Too $hort | 50 Years of Hip-Hop |
| Luke Combs | |
| Steve Lacy | |
| DJ Khaled Jay-Z Lil Wayne Rick Ross John Legend Fridayy | «God Did» |

## Presentadores
| Ceremonia inicial - Randy Rainbow – conductor - Babyface - Domi and JD Beck - Myles Frost - Arturo O'Farrill - Malcolm-Jamal Warner - Jimmy Jam - Judy Collins - Amanda Gorman | Ceremonia principal - Jill Biden - James Corden - Billy Crystal - Viola Davis - Cardi B - Olivia Rodrigo - Shania Twain - Dwayne Johnson |

## Nominaciones

### Categorías generales

#### Álbum del año
| Producción: Benny Andersson | Compositores: Benny Andersson y Björn Ulvaeus | Ingeniería/mezcla: Benny Andersson y Bernard Löhr | Ingeniería de masterización: Björn Engelmann |

| Producción: Shawn Everett, Ludwig Göransson, Inflo, Tobias Jesso Jr., Greg Kurstin, Max Martin, Joey Pecoraro y Shellback | Ingeniería/mezcla: Julian Burg, Steve Churchyard, Tom Elmhirst, Shawn Everett, Serban Ghenea, Sam Holland, Michael Ilbert, Inflo, Greg Kurstin, Riley Mackin y Lasse Mårtén | Compositores: Adele Adkins, Ludwig Göransson, Dean Josiah Cover, Tobias Jesso, Jr., Greg Kurstin, Max Martin y Shellback | Ingeniería de masterización: Randy Merrill |

| Colaboración: Chencho Corleone, Jhay Cortez, Tony Dize, Rauw Alejandro, Bomba Estéreo, The Marías y Buscabulla | Compositores: Raul Alejandro Ocasio Ruiz, Benito Antonio Martinez Ocasio, Raquel Berrios, Joshua Conway, Mick Coogan, Orlando Javier Valle Vega, Jesus Nieves Cortes, Luis Del Valle, Marcos Masis, Gabriel Mora, Elena Rose, Liliana Margarita Saumet & Maria Zardoya | Producción: Demy & Clipz, Elikai, HAZE, La Paciencia, Cheo Legendary, MAG, MagicEnElBeat, Mora, Jota Rosa, Subelo Neo y Tainy | Ingeniería/mezcla: Josh Gudwin y Roberto Rosado | Ingeniería de masterización: Colin Leonard |

| Colaboración: Beam, Grace Jones y Tems | Composición: Denisia "@Blu June" Andrews, Danielle Balbuena, Tyshane Thompson, Kevin Marquis Bellmon, Sydney Bennett, Beyoncé, Jerel Black, Michael Tucker, Atia Boggs p/k/a Ink, Dustin Bowie, David Debrandon Brown, S. Carter, Nija Charles, Sabrina Claudio, Solomon Fagenson Cole, Brittany "@Chi_Coney" Coney, Alexander Guy Cook, Lavar Coppin, Almando Cresso, Mike Dean, Saliou Diagne, Darius Dixson, Jocelyn Donald, Jordan Douglas, Aubrey Drake Graham, Kelman Duran, Terius "The-Dream" Gesteelde-Diamant, Dave Giles II, Derrick Carrington Gray, Nick Green, Larry Griffin Jr, Ronald Banful, Dave Hamelin, Aviel Calev Hirschfield, Chauncey Hollis, Jr., Ariowa Irosogie, Leven Kali, Ricky Lawson, Tizita Makuria, Julian Martrel Mason, Daniel Memmi, Cherdericka Nichols, Ernest "No I.D." Wilson, Temilade Openiyi, Patrick Paige II From The Internet, Jimi Stephen Payton, Christopher Lawrence Penny, Michael Pollack, Richard Isong, Honey Redmond, Derek Renfroe, Andrew Richardson, Morten Ristorp, Nile Rodgers, Oliver Rodigan, Freddie Ross, Raphael Saadiq, Matthew Samuels, Sean Seaton, Skrillex, Corece Smith, Luke Francis Matthew Solomon, Jabbar Stevens, Christopher A. Stewart, Jahaan Sweet, Rupert Thomas, Jr. y Jesse Wilson | Ingeniería/mezcla: Chi Coney, Russell Graham, Guiltybeatz, Brandon Harding, Hotae Alexander Jang, Chris McLaughlin, Delroy "Phatta" Pottinger, Andrea Roberts, Steve Rusch, Jabbar Stevens y Stuart White | Ingeniería de masterización: Colin Leonard | Producción: Jameil Aossey, Bah, Beam, Beyoncé, Bloodpop, Boi-1Da, Cadenza, Al Cres, Mike Dean, Honey Dijon, Kelman Duran, Harry Edwards, Terius "The-Dream" Gesteelde-Diamant, Ivor Guest, Guiltybeatz, Hit-Boy, Jens Christian Isaksen, Leven Kali, Lil Ju, MeLo-X, No I.D., NovaWav, Chris Penny, P2J, Rissi, S1a0, Raphael Saadiq, Neenyo, Skrillex, Luke Solomon, Christopher "Tricky" Stewart, Jahaan Sweet, Syd, Sevn Thomas, Sol Was y Stuart White |

| Colaboración: DJ Khaled, Dave East, Fabolous, Fivio Foreign, Griselda, H.E.R., Jadakiss, Moneybagg Yo, Ne-Yo, Anderson Paak, Remy Ma y Usher | Composición: Alissia Beneviste, Denisia "Blu June" Andrews, Archer, Bianca Atterberry, Tarik Azzouz, Mary J. Blige, David Brewster, David Brown, Shawn Butler, Rogét Chahayed, Ant Clemons, Brittany "Chi" Coney, Kasseem Dean, Benjamin Diehl, DJ Cassidy, Jocelyn Donald, Jerry Duplessis, Uforo Ebong, Dernst Emile II, John Jackson, Adriana Flores, Gabriella Wilson, Shawn Hibbler, Charles A. Hinshaw, Jamie Hurton, Eric Hudson, Jason Phillips, Khaled Khaled, London Holmes, Andre "Dre" Christopher Lyon, Reminisce Mackie, Leon Michels, Jerome Monroe, Jr., Kim Owens, Brandon Anderson, Jeremie "Benny The Butcher" Pennick, Bryan Ponce, Demond "Conway The Machine" Price, Peter Skellern, Shaffer Smith, Nicholas Warwar, Deforrest Taylor, Tiara Thomas, Marcello "Cool" Valenzano, Alvin "Westside Gunn" Worthy, Anthony Jermaine White & Leon Youngblood | Ingeniería/mezcla: Derek Ali, Ben Chang, Luis Bordeaux, Bryce Bordone, Lauren D’Elia, Chris Galland, Serban Ghenea, Akeel Henry, Jaycen Joshua, Pat Kelly, Jhair Lazo, Shamele Mackie, Manny Marroquin, Dave Medrano, Ari Morris, Parks, Juan Peña, Ben Sedano, Kev Spencer, Julio Ulloa y Jodie Grayson Williams | Producción: Alissia, Tarik Azzouz, Bengineer, Blacka Din Me, Rogét Chahayed, Cool & Dre, Ben Billions, DJ Cassidy, DJ Khaled, D’Mile, Wonda, Bongo Bytheway, H.E.R., Hostile Beats, Eric Hudson, London On Da Track, Leon Michels, Nova Wav, Anderson Paak, Sl!Mwav, Streetrunner, Swizz Beatz y J White Did It |

| Colaborador: Lucius | Composición: Brandi Carlile, Dave Cobb, Phil Hanseroth y Tim Hanseroth | Ingeniería/mezcla: Brandon Bell, Dave Cobb, Tom Elmhirst, Michael Harris y Shooter Jennings | Ingeniería de masterización: Pete Lyman | Producción: Dave Cobb & Shooter Jennings |

| Colaboración: BTS, Jacob Collier, Selena Gomez y We Are KING | Producción: Jacob Collier, Daniel Green, Oscar Holter, Jon Hopkins, Max Martin, Metro Boomin, Kang Hyo-Won, Bill Rahko, Bart Schoudel, Rik Simpson, Paris Strother y We Are KING | Composición: Guy Berryman, Jonny Buckland, Denise Carite, Will Champion, Jacob Collier, Derek Dixie, Sam Falson, Stephen Fry, Daniel Green, Oscar Holter, Jon Hopkins, Jung Ho-Seok, Chris Martin, Max Martin, John Metcalfe, Leland Tyler Wayne, Bill Rahko, Kim Nam-Joon, Jesse Rogg, Davide Rossi, Rik Simpson, Amber Strother, Paris Strother, Min Yoon-Gi, Federico Vindver y Olivia Waithe | Ingeniería/mezcla: Guy Berryman, Jonny Buckland, Will Champion, Jacob Collier, The Dream Team, Duncan Fuller, Serban Ghenea, Daniel Green, John Hanes, Jon Hopkins, Michael Ilbert, Max Martin, Bill Rahko, Bart Schoudel, Rik Simpson & Paris Strother | Ingeniería de masterización: Randy Merrill |

| Colaboración: Baby Keem, Blxst, Sam Dew, Ghostface Killah, Beth Gibbons, Kodak Black, Tanna Leone, Taylour Paige, Amanda Reifer, Sampha y Summer Walker | Producción: The Alchemist, Baby Keem, Craig Balmoris, Beach Noise, Bekon, Boi-1da, Cardo, Dahi, DJ Khalil, The Donuts, FNZ, Frano, Sergiu Gherman, Emile Haynie, J.LBS, Mario Luciano, Tyler Mehlenbacher, OKLAMA, Rascal, Sounwave, Jahaan Sweet, Tae Beast, Duval Timothy y Pharrell Williams | Composición: Khalil Abdul-Rahman, Hykeem Carter, Craig Balmoris, Beach Noise, Daniel Tannenbaum, Daniel Tannenbaum, Stephen Lee Bruner, Matthew Burdette, Isaac John De Boni, Sam Dew, Anthony Dixon, Victor Ekpo, Sergiu Gherman, Dennis Coles, Beth Gibbons, Frano Huett, Stuart Johnson, Bill K. Kapri, Jake Kosich, Johnny Kosich, Daniel Krieger, Kendrick Lamar, Ronald LaTour, Mario Luciano, Daniel Alan Maman, Timothy Maxey, Tyler Mehlenbacher, Michael John Mulé, D. Natche, OKLAMA, Jason Pounds, Rascal, Amanda Reifer, Matthew Samuels, Avante Santana, Matt Schaeffer, Sampha Sisay, Mark Spears, Homer Steinweiss, Jahaan Akil Sweet, Donte Lamar Perkins, Duval Timothy, Summer Walker y Pharrell Williams | Ingeniería/mezcla: Derek Ali, Matt Anthony, Beach Noise, Rob Bisel, David Bishop, Troy Bourgeois, Andrew Boyd, Ray Charles Brown Jr., Derek Garcia, Chad Gordon, James Hunt, Johnny Kosich, Manny Marroquin, Erwing Olivares, Raymond J Scavo III, Matt Schaeffer, Cyrus Taghipour, Johnathan Turner y Joe Visciano | Ingeniería de masterización: Michelle Mancini |

| Producción: Benny Blanco, Quelle Chris, Daoud, Omer Fedi, ILYA, Kid Harpoon, Ian Kirkpatrick, Max Martin, Nate Mercereau, The Monsters & Strangerz, Phoelix, Ricky Reed, Mark Ronson, Blake Slatkin y Pop Wansel | Composición: Amy Allen, Daoud Anthony, Jonathan Bellion, Benjamin Levin, Thomas Brenneck, Christian Devivo, Omer Fedi, Eric Frederic, Ilya Salmanzadeh, Melissa Jefferson, Jordan K Johnson, Stefan Johnson, Kid Harpoon, Ian Kirkpatrick, Savan Kotecha, Max Martin, Nate Mercereau, Leon Michels, Nick Movshon, Michael Neil, Michael Pollack, Mark Ronson, Blake Slatkin, Peter Svensson, Gavin Chris Tennille, Theron Makiel Thomas, Andrew Wansel y Emily Warren | Ingeniería/mezcla: Benny Blanco, Bryce Bordone, Jeff Chestek, Jacob Ferguson, Serban Ghenea, Jeremy Hatcher, Andrew Hey, Sam Holland, ILYA, Stefan Johnson, Jens Jungkurth, Patrick Kehrier, Ian Kirkpatrick, Damien Lewis, Bill Malina, Manny Marroquin y Ricky Reed | Ingeniería de masterización: Michelle Mancini |

#### Grabación del año
| Ganador/a | Nominaciones |
| --- | --- |
| - «About Damn Time» – Lizzo - Producción: Ricky Reed & Blake Slatkin - Ingeniería/mezcla: Patrick Kehrier, Bill Malina y Manny Marroquin - Ingeniería de masterización: Michelle Mancini | - «Don't Shut Me Down» – ABBA - Producción: Benny Andersson - Ingeniería/mezcla: Benny Andersson & Bernard Löhr - Ingeniería de masterización: Björn Engelmann - «Easy on Me» – Adele - Producción: Greg Kurstin - Ingeniería/mezcla: Julian Burg, Tom Elmhirst & Greg Kurstin - Ingeniería de masterización: Randy Mirrell - «Break My Soul» – Beyoncé - Producción: Beyoncé, Terius "The-Dream" Gesteelde-Diamant, Jens Christian Isaksen y Christopher "Tricky" Stewart - Ingeniería/mezcla: Brandon Harding, Chris McLaughlin y Stuart White - Ingeniería de masterización: Colin Leonard - «Good Morning Gorgeous» – Mary J. Blige - Producción: D’Mile y H.E.R. - Ingeniería/mezcla: Bryce Bordone, Serban Ghenea y Pat Kelly - «You and Me on the Rock» – Brandi Carlile ft. Lucius - Producción: Dave Cobb y Shooter Jennings - Ingeniería/mezcla: Brandon Bell, Tom Elmhirst y Michael Harris - Ingeniería de masterización: Pete Lyman - «Woman» – Doja Cat - Producción: Crate Classics, Linden Jay, Aynzli Jones y Yeti Beats - Ingeniería/mezcla: Jesse Ray Ernster y Rian Lewis - Ingeniería de masterización: Mike Bozzi - «Bad Habit» – Steve Lacy - Producción: Steve Lacy - Ingeniería/mezcla: Neal Pogue y Karl Wingate - Ingeniería de masterización: Mike Bozzi - «The Heart Part 5» – Kendrick Lamar - Producción: Beach Noise - Ingeniería/mezcla: Beach Noise, Rob Bisel, Ray Charles Brown Jr., James Hunt, Johnny Kosich, Matt Schaeffer y Johnathan Turner - Ingeniería de masterización: Michelle Mancini - «As It Was» – Harry Styles - Producción: Tyler Johnson y Kid Harpoon - Ingeniería/mezcla: Jeremy Hatcher y Spike Stent - Ingeniería de masterización: Randy Merrill |

#### Canción del año
| Ganador/a                                                      | Nominaciones |
| -------------------------------------------------------------- | --- |
| - «Just Like That» - Bonnie Raitt - Compositores: Bonnie Raitt | - «Abcdefu» – Gayle - Compositores: Sara Davis, Gayle y Dave Pittenger - «About Damn Time» – Lizzo - Compositores: Lizzo, Eric Frederic, Blake Slatkin y Theron Makiel Thomas - «All Too Well (10 Minute Version)» - Taylor Swift - Compositores: Liz Rose y Taylor Swift - «As It Was» – Harry Styles - Compositores: Tyler Johnson, Kid Harpoon y Harry Styles - «Bad Habit» – Steve Lacy - Compositores: Matthew Castellanos, Brittany Fousheé, Diana Gordon, John Carroll Kirby y Steve Lacy - «Break My Soul» – Beyoncé - Compositores: Beyoncé, S. Carter, Terius “The-Dream” Gesteelde-Diamant y Christopher A. Stewart, - «Easy on Me» – Adele - Compositores: Adele Adkins y Greg Kurstin - «God Did» - DJ Khaled ft. Rick Ross, Lil Wayne, Jay-Z, John Legend y Fridayy - Compositores: Tarik Azzouz, E. Blackmon, Khaled Khaled, F. LeBlanc, Shawn Carter, John Stephens, Dwayne Carter, William Roberts y Nicholas Warwar - «The Heart Part 5» – Kendrick Lamar - Compositores: Jake Kosich, Johnny Kosich, Kendrick Lamar y Matt Schaeffer |

#### Mejor artista nuevo
| Ganador/a    | Nominaciones |
| ------------ | --- |
| - Samara Joy | - Anitta - Omar Apollo - Domi and JD Beck - Muni Long - Latto - Måneskin - Tobe Nwigwe - Molly Tuttle - Wet Leg |

### Categorías específicas

#### Pop
| Mejor interpretación pop solista - «Easy on Me» – Adele - «Moscow Mule» – Bad Bunny - «Woman» – Doja Cat - «Bad Habit» – Steve Lacy - «About Damn Time» – Lizzo - «As It Was» – Harry Styles | Mejor interpretación de pop de dúo/grupo - «Unholy» – Sam Smith y Kim Petras - «Don't Shut Me Down» – ABBA - «Bam Bam» – Camila Cabello con Ed Sheeran - «My Universe» – Coldplay y BTS - «I Like You (A Happier Song)» – Post Malone y Doja Cat |
| Mejor álbum de pop vocal - Harry's House – Harry Styles - Voyage – ABBA - 30 – Adele - Music of the Spheres – Coldplay - Special – Lizzo                                                     | Mejor álbum de pop vocal tradicional - Higher – Michael Bublé - When Christmas Comes Around... – Kelly Clarkson - I Dream of Christmas – Norah Jones - Evergreen – Pentatonix - Thank You – Diana Ross                                           |

#### Video musical
| Mejor video musical - All Too Well: The Short Film – Taylor Swift - Directora: Taylor Swift; productor: Saul Germainer - «Easy on Me» – Adele - Director: Xavier Dolan; productores: Xavier Dolan & Nancy Grant - «Yet To Come» – BTS - Director: Yong Seok Choi; productora: Tiffany Suh - «Woman» – Doja Cat - Director: Child.; productores: Missy Galanida, Sam Houston, Michelle Larkin & Isaac Rice - «As It Was» – Harry Styles - Director: Tanu Muino; productores: Frank Borin, Ivanna Borin, Fred Bonham Carter & Alexa Haywood - «The Heart Part 5» – Kendrick Lamar - Directores: Dave Free & Kendrick Lamar; productores: Jason Baum & Jamie Rabineau | Mejor video musical de formato largo - Jazz Fest: A New Orleans Story – Varios artistas - Directores: Frank Marshall & Ryan Suffern; productores: Frank Marshall, Sean Stuart & Ryan Suffern - Adele One Night Only – Adele - Director y productor: Paul Dugdale - Justin Bieber: Our World – Justin Bieber - Director: Michael D. Ratner; productores: Kfir Goldberg, Andy Mininger & Scott Ratner - Billie Eilish Live At The O2 – Billie Eilish - Director: Sam Wrench; productores: Michelle An, Tom Colbourne, Chelsea Dodson & Billie Eilish - Motomami (Rosalía TikTok Live Performance) – Rosalía - Directores y productores: Ferrán Echegaray, Rosalía Vila Tobella & Stillz - A Band A Brotherhood A Barn – Neil Young - Director: Dhlovelife; productor: Gary Ward |

#### Dance/electrónica
| Mejor grabación dance/electrónica - «Break My Soul» – Beyoncé - Productores: Beyoncé, Terius "The-Dream" Gesteelde-Diamant, Jens Christian Isaksen y Christopher "Tricky" Stewart; mezcla: Stuart White - «Rosewood» – Bonobo - Productores: Simon Green; mezcla: Simon Green - «Don't Forget My Love» – Diplo y Miguel - Productores: Diplo & Maximilian Jaeger; mezcla: Luca Pretolesi - «I'm Good (Blue)» – David Guetta y Bebe Rexha - Productores: David Guetta y Timofey Reznikov; mezcla: David Guetta y Timofey Reznikov - «Intimidated» – Kaytranada ft. H.E.R. - Productores: H.E.R. y Kaytranada; mezcla: Kaytranada - «On My Knees» – Rüfüs Du Sol - Productores: Jason Evigan y Rüfüs Du Sol; mezcla: Cassian Stewart-Kasimba | Mejor álbum dance o electrónico - Renaissance – Beyoncé - Fragments – Bonobo - Diplo – Diplo - The Last Goodbye – Odesza - Surrender – Rüfüs Du Sol |

#### Música instrumental contemporánea
| Mejor álbum instrumental contemporáneo - Empire Central – Snarky Puppy - Between Dreaming and Joy – Jeff Coffin - Not Tight – DOMi & JD Beck - Blooz – Grant Geissman - Jacob's Ladder – Brad Mehldau |

#### Rock
| Mejor interpretación rock - «Broken Horses» – Brandi Carlile - «So Happy It Hurts» – Bryan Adams - «Old Man» – Beck - «Wild Child» – The Black Keys - «Crawl!» – IDLES - «Patient Number 9» – Ozzy Osbourne con Jeff Beck - «Holiday»– Turnstile | Mejor interpretación de metal - «Degradation Rules» – Ozzy Osbourne con Tony Iommi - «Call Me Little Sunshine» – Ghost - «We'll Be Back» – Megadeth - «Kill or Be Killed» – Muse - «Blackout» – Turnstile                          |
| Mejor canción rock - «Broken Horses» - Brandi Carlile - Compositores: Brandi Carlile, Phil Hanseroth y Tim Hanseroth - «Black Summer» - Red Hot Chili Peppers - Compositores: Flea, John Frusciante, Anthony Kiedis y Chad Smith - «Blackout» - Turnstile - Compositores: Brady Ebert, Daniel Fang, Franz Lyons, Pat McCrory y Brendan Yates - «Harmonia's Dream» - The War on Drugs - Compositores: Robbie Bennett y Adam Granduciel - «Patient Number 9» - Ozzy Osbourne con Jeff Beck - Compositores: John Osbourne, Chad Smith, Ali Tamposi, Robert Trujillo y Andrew Wotman | Mejor álbum rock - Patient Number 9 – Ozzy Osbourne - Dropout Boogie – The Black Keys - The Boy Named If – Elvis Costello & The Imposters - Crawler – IDLES - Mainstream Sellout – Machine Gun Kelly - Lucifer on the Sofa – Spoon |

#### Alternativa
| Mejor Interpretación de Música Alternativa - «Chaise Longue» – Wet Leg - «Certainty» – Big Thief - «There’d Better Be A Mirrorball» – Arctic Monkeys - «King» – Florence + The Machine - «Spitting Off The Edge Of The World» – Yeah Yeah Yeahs Feat. Perfume Genius | Mejor Álbum de Música Alternativa - Wet Leg – Wet Leg - WE – Arcade Fire - Dragon New Warm Mountain I Believe In You' – Big Thief - Fossora – Björk - Cool It Down – Yeah Yeah Yeahs |

#### R&B
| Mejor interpretación de R&B - «Hrs and Hrs» – Muni Long - «Virgo's Groove» – Beyoncé - «Here with Me» – Mary J. Blige ft. Anderson .Paak - «Over» – Lucky Daye - «Hurt Me So Good» – Jazmine Sullivan | Mejor interpretación R&B tradicional - «Plastic Off the Sofa» – Beyoncé - «Do 4 Love» – Snoh Aalegra - «Good Morning Gorgeous» – Mary J. Blige - «Keeps on Fallin’» – Babyface ft. Ella Mai - «Round Midnight» – Adam Blackstone ft. Jazmine Sullivan |
| Mejor canción de R&BPremios a los escritores - «Cuff It» – Beyoncé - Compositores: Denisia "Blu June" Andrews, Beyoncé, Mary Christine Brockert, Brittany "Chi" Coney, Terius "The-Dream" Gesteelde-Diamant, Morten Ristorp, Nile Rodgers y Raphael Saadiq - «Good Morning Gorgeous» – Mary J. Blige - Compositores: Mary J. Blige, David Brown, Dernst Emile II, Gabriella Wilson y Tiara Thomas - «Hrs and Hrs» – Muni Long - Compositores: Hamadi Aaabi, Dylan Graham, Priscilla Renea, Thaddis "Kuk" Harrell, Brandon John-Baptiste, Isaac Wriston y Justin Nathaniel Zim - «Hurt Me So Good» – Jazmine Sullivan - Compositores: Akeel Henry, Michael Holmes, Luca Mauti, Jazmine Sullivan y Elliott Trent - «Please Don't Walk Away» – PJ Morton - Compositores: PJ Morton | Mejor álbum de R&B progresivo - Gemini Rights – Steve Lacy - Operation Funk – Cory Henry - Drones – Terrace Martin - Starfruit – Moonchild - Red Balloon – Tank and the Bangas                                                                        |
| Mejor álbum de R&B - Black Radio III – Robert Glasper - Good Morning Gorgeous (Deluxe) – Mary J. Blige - Breezy (Deluxe) – Chris Brown - Candydrip – Lucky Daye - Watch the Sun – PJ Morton | |

#### Rap
| Mejor interpretación de rap - «The Heart Part 5» – Kendrick Lamar - «God Did» – DJ Khaled con Rick Ross, Lil Wayne, Jay-Z, John Legend y Fridayy - «Vegas» – Doja Cat - «Pushin P» – Gunna con Future y Young Thug - «F.N.F. (Let'S Go)» – Hitkidd y GloRilla | Mejor interpretación de rap melódico - «Wait for U» – Future con Drake y Tems - «Beautiful» – DJ Khaled con SZA y Future - «First Class» – Jack Harlow - «Die Hard» – Kendrick Lamar con Blxst y Amanda Reifer - «Big Energy (Live)» – Latto |
| Mejor canción de rap - «The Heart Part 5» – Kendrick Lamar - Compositores: Kendrick Lamar, Jake Kosich, Johnny Kosich y Matt Schaeffer. - «Churchill Downs» – Jack Harlow con Drake - Compositores: Jack Harlow, Jose Velazquez, Drake, Ace G, Matthew Samuels, BEDRM, Tahrence Brown y Rogét Chahayed. - «God Did» – DJ Khaled con Rick Ross, Lil Wayne, Jay-Z, John Legend y Fridayy - Compositores: DJ Khaled, Rick Ross, Lil Wayne, Jay-Z, John Legend y Fridayy - «Pushin P» – Gunna con Future y Young Thug - Compositores: Gunna, Future, Young Thug, Lucas Depante y Wesley Tyler. - «Wait for U» – Future con Drake y Tems - Compositores: Future, Tems, Drake, Tejiri Akpoghene, Floyd E. Bentley III, Jacob Canady, Isaac De Boni, Isarael Ayomide Fowobaje, Michael Mule y Oluwatori Oke. | Mejor álbum de rap - Mr. Morale & The Big Steppers – Kendrick Lamar - God Did – DJ Khaled - I Never Liked You – Future - Come Home the Kids Miss You – Jack Harlow - It's Almost Dry – Pusha T                                               |

#### Latino
| Mejor álbum pop vocal latino - Pasieros – Rubén Blades & Boca Livre - Aguilera – Christina Aguilera - De adentro pa' fuera – Camilo - Viajante – Fonseca - Dharma + – Sebastian Yatra                                                                                               | Mejor álbum de música urbana - Un verano sin ti – Bad Bunny - Legendaddy – Daddy Yankee - Trap Cake – Vol. 2 – Rauw Alejandro - La 167 – Farruko - The Love & Sex Tape – Maluma                                                          |
| Mejor álbum de rock o alternativo latino - Motomami – Rosalía - El alimento – Cimafunk - Tinta y tiempo – Jorge Drexler - Alegoría – Gaby Moreno - 1940 Carmen – Mon Laferte - Los años salvajes – Fito Paez                                                                        | Mejor álbum tropical latino - Pa'llá voy – Marc Anthony - Cumbiana II – Carlos Vives - Imágenes latinas – Spanish Harlem Orchestra - Lado A, lado B – Víctor Manuelle - Legendario – Tito Nieves - Quiero verte feliz – La Santa Cecilia |
| Mejor álbum música regional mexicana (incluyendo tejano) - Un canto por México — El musical – Natalia Lafourcade - Abeja Reina – Chiquis Rivera - La Reunión (Deluxe) – Los Tigres del Norte - Foragido EP #1 – Christian Nodal - Qué ganas de verte (Deluxe) – Marco Antonio Solís | |

#### Country
| Mejor interpretación de country solista - «Live Forever» – Willie Nelson - «Heartfirst» – Kelsea Ballerini - «Something in the Orange» – Zach Bryan - «In His Arms» – Miranda Lambert - «Circles Around This Town» – Maren Morris | Mejor interpretación country, dúo o grupo - «Never Wanted to Be That Girl» – Carly Pearce y Ashley McBryde - «Wishful Drinking» – Ingrid Andress y Sam Hunt - «Midnight Rider's Prayer» – Brothers Osborne - «Outrunnin' Your Memory» – Luke Combs y Miranda Lambert - «Does He Love You (Revisited)» – Reba McEntire y Dolly Parton - «Going Where the Lonely Go» – Robert Plant y Alison Krauss |
| Mejor canción country - «'Til You Can't» – Cody Johnson - Compositores: Matt Rogers & Ben Stennis - «Circles Around This Town» – Maren Morris - Compositores: Ryan Hurd, Julia Michaels, Maren Morris y Jimmy Robbins - «Doin' This» – Luke Combs - Compositores: Luke Combs, Drew Parker y Robert Williford - «I Bet You Think About Me (Taylor's Version) (From The Vault)» – Taylor Swift - Compositores: Lori McKenna y Taylor Swift - «If I Was a Cowboy» – Miranda Lambert - Compositores: Jesse Frasure y Miranda Lambert - «I'll Love You Till The Day I Die» – Willie Nelson - Compositores: Rodney Crowell y Chris Stapleton | Mejor álbum de country - A Beautiful Time – Willie Nelson - Growin' Up – Luke Combs - Palomino – Miranda Lambert - Ashley McBryde Presents: Lindeville – Ashley McBryde - Humble Quest – Maren Morris |

#### Música para medios audiovisuales
| Mejor canción escrita para medios audiovisuales - «We Don't Talk About Bruno» de Encanto – Carolina Gaitán – La Gaita, Mauro Castillo, Adassa, Rhenzy Feliz, Diane Guerrero, Stephanie Beatriz y el reparto de Encanto - Compositores: Lin-Manuel Miranda - «Be Alive» de King Richard – Beyonce - Compositores: Beyoncé & Darius Scott Dixson - «Carolina» de Where the Crawdads Sing – Taylor Swift - Compositora: Taylor Swift - «Hold My Hand» de Top Gun: Maverick – Lady Gaga - Compositores: Lady Gaga & Bloodpop® - «Keep Rising (The Woman King)» de The Woman King – Jessy Wilson con Angelique Kidjo - Compositores: Angelique Kidjo, Jeremy Lutito & Jessy Wilson - «Nobody Like U» de Turning Red – 4 Town, Finneas O'Connell, Jordan Fisher, Josh Levi, Topher Ngo y Grayson Villanueva - Compositores: Billie Eilish & Finneas O'Connell | Mejor álbum de banda sonora para medio visual - Encanto – Germaine Franco - The Batman – Michael Giacchino - The Power of the Dog – Jonny Greenwood - Succession: Season 3 – Nicholas Britell - No Time To Die – Hans Zimmer                                                                               |
| Mejor recopilación de banda sonora para medio visual - Encanto – Varios artistas. - Elvis – Varios artistas - Stranger Things: Soundtrack from the Netflix Series, Season 4 (Vol 2) – Varios artistas - Top Gun: Maverick – Lady Gaga, Hans Zimmer y Lorne Balfe - West Side Story – Varios artistas | Mejor banda sonora para videojuegos o medios interactivos - Assassin’s Creed Valhalla: El amanecer del Ragnarök – Stephanie Economou - Call Of Duty: Vanguard – Bear McCreary - Marvel’s Guardians Of The Galaxy – Richard Jacques - Old World – Christopher Tin - Aliens: Fireteam Elite – Austin Wintory |